# Cryptocoryne sivadasanii
Cryptocoryne sivadasanii là một loài thực vật có hoa trong họ Ráy (Araceae). Loài này được Bogner mô tả khoa học đầu tiên năm 2004.